# Dara (chanteuse)
Pour les articles homonymes, voir Dara.
Sandara Park (coréen : 박산다라), connue sous le mononyme Dara, née le 12 novembre 1984 à Busan, est une chanteuse, actrice et mannequin sud-coréenne.
Elle est principalement connue comme membre du groupe féminin 2NE1. Elle est signée sous le label YG Entertainment.
Sandara est la sœur ainée de Thunder, ex-membre du groupe MBLAQ.

## Biographie

### Carrière aux Philippines
Née en Corée du Sud, à l'âge de 10 ans Sandara et sa famille déménagent à Muntinlupa aux Philippines pour le commerce, du fait d'un père homme d'affaires.
En 2004 sa carrière débute. En effet durant sa scolarité aux Philippines, son amie Pauleen Luna qui est une personnalité et actrice philippine, l'encourage à participer au télé-crochet Star Circle Quest, émission de recherche de talents. Sandara parvient à se hisser jusqu'en finale mais finit hélas en seconde position.
En raison de sa forte popularité acquise durant sa participation au spectacle, une émission lui est consacrée, reprenant entre autres son ascension jusqu'aux plateaux de télévision ainsi que ses contrats publicitaires.
Toujours la même année, elle décroche son premier rôle dans le film Bcuz Of U pour lequel elle recevra le prix de meilleure nouvelle actrice à la 21e cérémonie des Philippine Movie Press Club Star Awards.
En 2005, elle décroche son premier rôle principal dans le film Can This Be Love. C'est un carton au box-office philippin, le film engendre près de 100 millions de pesos (environ 2 millions d'euros) de recettes. Elle est nommée pour le prix de meilleure actrice et meilleure interprétation pour un rôle principal féminin aux Golden Screen Awards.
En 2006, on retrouve Sandara au casting du film D' Lucky Ones. Puis en décembre de la même année elle est à l'affiche du film Super Noypi, présenté au 32e Metro Manila Film Festival.

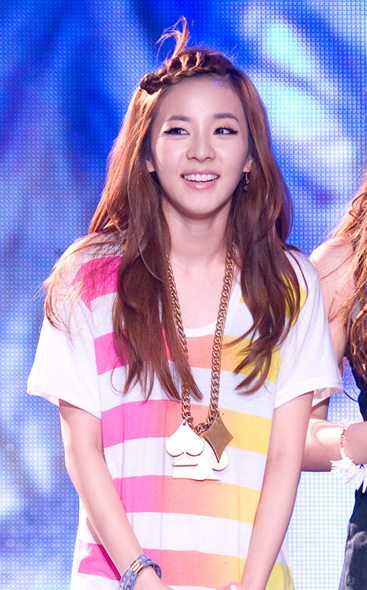
Sandara en 2009

Elle joue également dans de nombreux dramas.
Son succès aux Philippines ne se limite pas à la comédie et à son jeu d'actrice. Étant aussi une chanteuse, elle sort en 2004 l'album éponyme Sandara sur lequel est présent le tube In or Out.

### Carrière en Corée du Sud

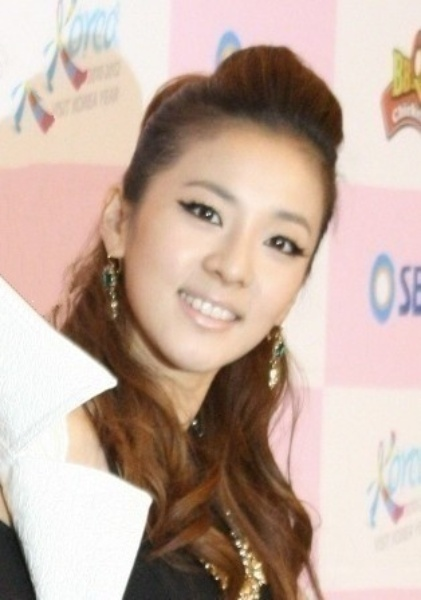
Sandara en 2009

En août 2007, Sandara arrête ses activités aux Philippines et retourne avec sa famille en Corée du Sud le 1er de ce mois. Le jour suivant son retour, YG Entertainment déclare qu'elle vient d'être signée sur le label. Pendant deux ans elle suit des cours de chant, de danse, de théâtre et de langues.

En 2008, elle apparaît en tant que modèle dans le clip I'm Sorry de Gummy.
En 2009, elle fait ses débuts avec le groupe 2NE1, qui est aujourd'hui l'un des groupes coréens ayant une notoriété et une influence des plus importantes en dehors de son pays d'origine. 2NE1 est également le groupe féminin ayant vendu le plus de singles sur les plateformes digitales.

En parallèle de ses activités avec le groupe, Sandara sort en 2009 son premier single coréen Kiss, thème officiel de la publicité (dans laquelle Dara joue) de la compagnie Oriental Brewery pour sa marque de bière Cass.
Toujours la même année, elle est présente sur le titre Hello de G-Dragon, présent sur l'album Heartbreaker de celui-ci.
En 2010 elle apparaît -à nouveau- en tant que modèle dans le clip I Need A Girl de Taeyang.
En mai 2014 elle fait une brève apparence dans le très populaire drama My Love from the Stars.

En novembre 2014 BeFUNNY Studios met en ligne une web-série humoristique de 3 épisodes intitulée What's Eating Steven Yeun ?. Sandara joue le rôle de la petite amie de Steven Yeun (acteur principal de la série The Walking Dead) dans cette série hilarante qui parle d'une tendance coréenne appelée « Mokbang », un phénomène internet en Corée du Sud où une personne, répondant aux critères de beauté coréens, se filme en train de manger, tout cela en étant rémunérée.
En mars 2015 Sandara tient le rôle principal de Lee So Dam dans le web-drama de 9 épisodes Dr Ian pour lequel elle recevra le prix de meilleure actrice aux KWeb Festival. En juin 2015 elle obtient un nouveau rôle principal aux côtés de Kang Seung-yoon dans le web-drama de 10 épisodes We Broke Up.
Toujours la même année elle apparaît en tant que modèle dans le clip Spring Girl de Sun Woo Jung Ah.
YG Entertainment a annoncé le 24 juillet 2015 que Sandara tiendra le rôle principal dans Echo, le remake coréen de la comédie musicale dramatique Begin Again, prévu pour une sortie en 2016.
Le 27 août 2015, Sandara devient égérie pour la marque de textile Penshoppe et sa nouvelle campagne Urban Rebels, aux côtés de Cara Delevingne et Mario Maurer notamment.

## Influences musicales
Sandara cite Britney Spears comme influence musicale principale. Elle joue de la guitare et de la batterie.

## Filmographie

### Films
| Année | Titre            | Pays                       | Genre                     | Rôle                | Note           |
| ----- | ---------------- | -------------------------- | ------------------------- | ------------------- | -------------- |
| 2004  | Volta            | Drapeau des Philippines    | Action, aventure, comédie | Elle-même           | Caméo          |
| 2004  | Bcuz Of U        | Drapeau des Philippines    | Comédie romantique        | April               | Rôle principal |
| 2005  | Can This Be Love | Drapeau des Philippines    | Comédie romantique        | Daisy               | Rôle principal |
| 2006  | D' Lucky Ones    | Drapeau des Philippines    | Comédie romantique        | Anna                | Rôle principal |
| 2007  | Super Noypi      | Drapeau des Philippines    | Fantastique               | Michie Rapisora     | Rôle principal |
| 2009  | Girlfriends      | Drapeau de la Corée du Sud | Comédie romantique        | Elle-même avec 2NE1 | Caméo          |
| 2016  | Echo             | Drapeau de la Corée du Sud | Comédie dramatique        | Sihyun              | Rôle principal |

### Dramas
| Année | Titre                        | Pays                                                | Rôle                            | Note            |
| ----- | ---------------------------- | --------------------------------------------------- | ------------------------------- | --------------- |
| 2004  | Krystala                     | Drapeau des Philippines                             | Kim                             | Rôle secondaire |
| 2004  | SCQ Reload, Ok Ako !         | Drapeau des Philippines                             | Sandara Soh                     | Rôle principal  |
| 2004  | Maalaala Mo Kaya             | Drapeau des Philippines                             | Elle-même                       | Rôle principal  |
| 2006  | Your Song, Everything You Do | Drapeau des Philippines                             | Elle-même                       | Rôle principal  |
| 2006  | Komiks, Machete              | Drapeau des Philippines                             | Mara                            | Rôle principal  |
| 2006  | Crazy For You                | Drapeau des Philippines                             | Ara                             | Rôle secondaire |
| 2007  | Dalawang Tisoy               | Drapeau des Philippines                             | Kim Chee                        | Rôle secondaire |
| 2009  | The Return of Iljimae        | Drapeau de la Corée du Sud                          | Rie                             | Rôle secondaire |
| 2009  | Style                        | Drapeau de la Corée du Sud                          | Elle-même avec 2NE1 (épisode 6) | Caméo           |
| 2014  | My Love from the Stars       | Drapeau de la Corée du Sud                          | Elle-même (épisode 21)          | Caméo           |
| 2014  | What's Eating Steven Yeun ?  | Drapeau des États-Unis · Drapeau de la Corée du Sud | Elle-même                       | Rôle principal  |
| 2015  | Dr Ian                       | Drapeau de la Corée du Sud                          | Lee So Dam                      | Rôle principal  |
| 2015  | We Broke Up                  | Drapeau de la Corée du Sud                          | Noh Woori                       | Rôle principal  |
| 2015  | The Producers                | Drapeau de la Corée du Sud                          | Elle-même (épisodes 4, 5, 12)   | Caméo           |
| 2015  | Missing Korea                | Drapeau de la Corée du Sud                          | Lee Yeonhwa                     | Rôle principal  |

## Récompenses
| Année | Cérémonie                               | Pays                       | Catégorie                  | Travail proposé | Résultat |
| ----- | --------------------------------------- | -------------------------- | -------------------------- | --------------- | -------- |
| 2005  | Philippine Movie Press Club Star Awards | Drapeau des Philippines    | Meilleure nouvelle actrice | Bcuz of U       | Lauréate |
| 2005  | PARI                                    | Drapeau des Philippines    | Double Platinium Award     | L'album Sandara | Lauréate |
| 2015  | KWeb Festival                           | Drapeau de la Corée du Sud | Meilleure actrice          | Dr Ian          | Lauréate |